# 奥尔贝泰洛
奥尔贝泰洛（義大利語：Orbetello），是意大利格罗塞托省的一个市镇。总面积226.98平方公里，人口15217人，人口密度67.0人/平方公里（2009年）。ISTAT代码为053018。